# Chwarzno (powiat kościerski)
Chwarzno (kaszb. Chwôrzno) – wieś w Polsce, położona w województwie pomorskim, w powiecie kościerskim, w gminie Stara Kiszewa, na pograniczu kaszubsko-kociewskim, na skraju Borów Tucholskich.
W latach 1975–1998 wieś administracyjnie należała do województwa gdańskiego.

## Integralne części wsi
| SIMC    | Nazwa  | Rodzaj    |
| ------- | ------ | --------- |
| 0172818 | Kozia  | część wsi |
| 0172824 | Pionki | część wsi |

## Historia
Wieś podlegała pod polskie starostwo niegrodowe kiszewskie na zamku w pobliżu Starej Kiszewy. W XIX wieku była zapisywana w dokumentach niemieckich podczas zaboru jako niem. Gwarszno, 1867–99 Chwarsnau, od 1899 Schwarzin.
Miejscowość ta była początkowo majątkiem polskim, należała do polskiej patriotycznej rodziny Czarlińskich. Od 1876 r. przeszła w ręce niemieckie, właścicielem został Niemiec Frehsee. W 1892 r. majątek został rozparcelowany pomiędzy prywatnych właścicieli, co nadało tej miejscowości bardziej wiejski charakter. W 1899 r. stała się wsią z własnym sołtysem. W 1900 roku wieś otrzymała niemiecką nazwę Schwarzin. Liczyła wówczas około 400 mieszkańców, katolików. W 1904 r. założono we wsi szkołę, do której uczęszczało 77 dzieci w wieku od 7 do 14 lat. W roku szkolnym 1906/1907 polskie dzieci wzięły udział w strajku szkolnym w proteście przeciwko nauczaniu religii w języku niemieckim. W lutym 1920 roku administrację niemiecką zastąpiła administracja polska.

## Zabytki
- XIX-wieczny dworek szlachecki zasłużonej dla Pomorza rodziny Czarlińskich, parterowy z piętrowym ryzalitem o lekkich cechach barokowych[6].